# Starshine (satellite)

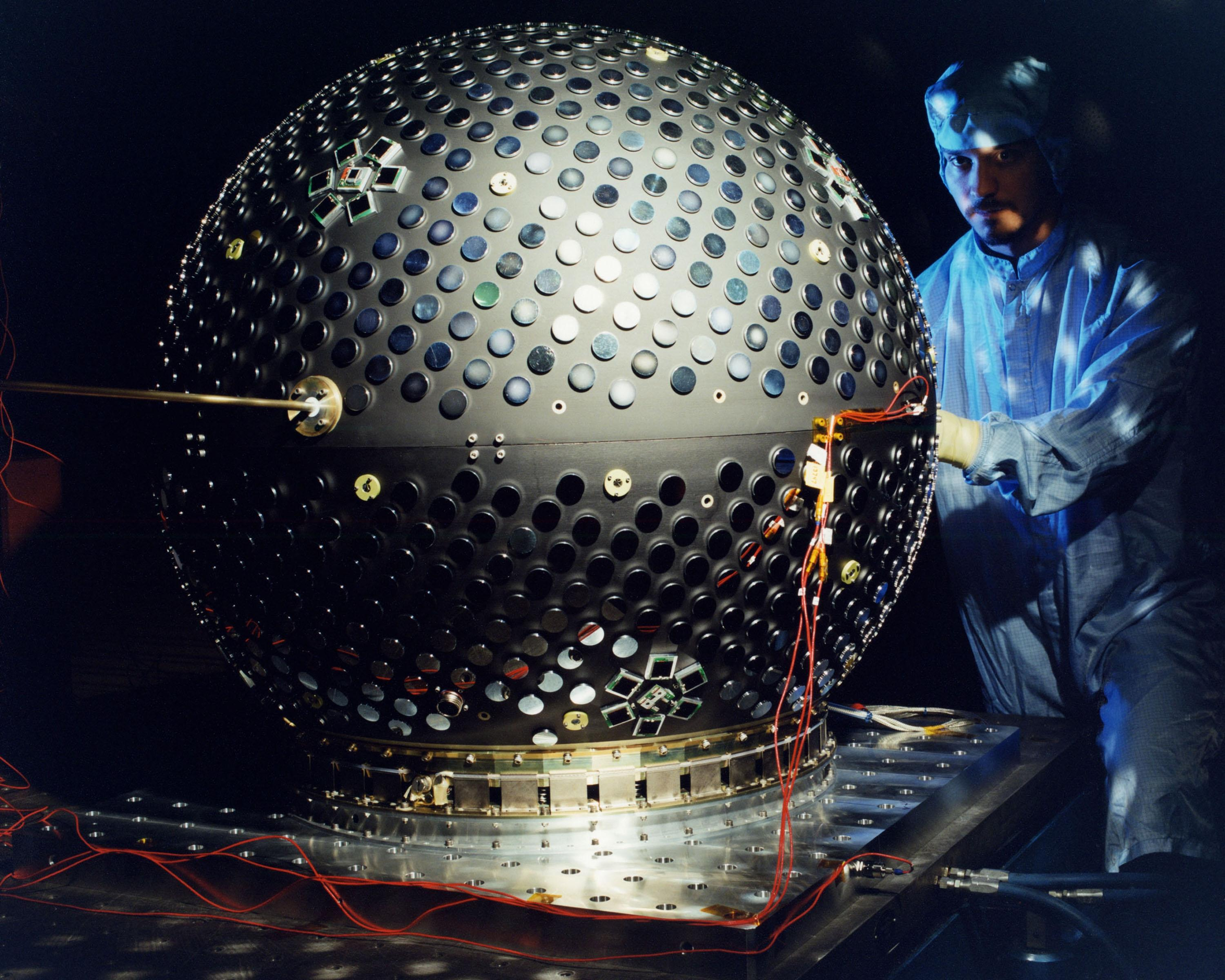
Technicien de la NASA travaillant sur Starshine 3 au Kennedy Space Center Centre spatial Kennedy

STARSHINE (Student Tracked Atmospheric Research Satellite Heuristic International Networking Experiment) est une série de trois satellites artificiels fruits de missions participatives d'étudiants parrainées par le Naval Research Laboratory (NRL).

## Description
STARSHINE-1 était un satellite sphérique équipé de près de neuf cents petits miroirs polis par des étudiants du monde entier. Une fois lancé, un réseau de plus de 20 000 étudiants de dix-huit pays a suivi le satellite en observant les rayons du Soleil qui miroitaient et en mettant en réseau leurs observations via Internet. Les étudiants ont utilisé ces observations pour calculer la traînée atmosphérique, l'activité solaire et d'autres propriétés du satellite liées à l'orbite.
STARSHINE-2 et STARSHINE-3 étaient équipés de systèmes supplémentaires pour les mettre en rotation dans le but d'améliorer le taux de flash réfléchi par le Soleil, ainsi qu'un certain nombre de rétroréflecteurs laser pour initier les étudiants à la télémétrie laser sur satellites. Les satellites ont été construits en grande partie à partir de matériel de rechange.
En novembre 2001, la charge utile de radioamateur sur STARSHINE-3 était désignée STARSHINE-OSCAR-43 ou SO-43.

## Lancements

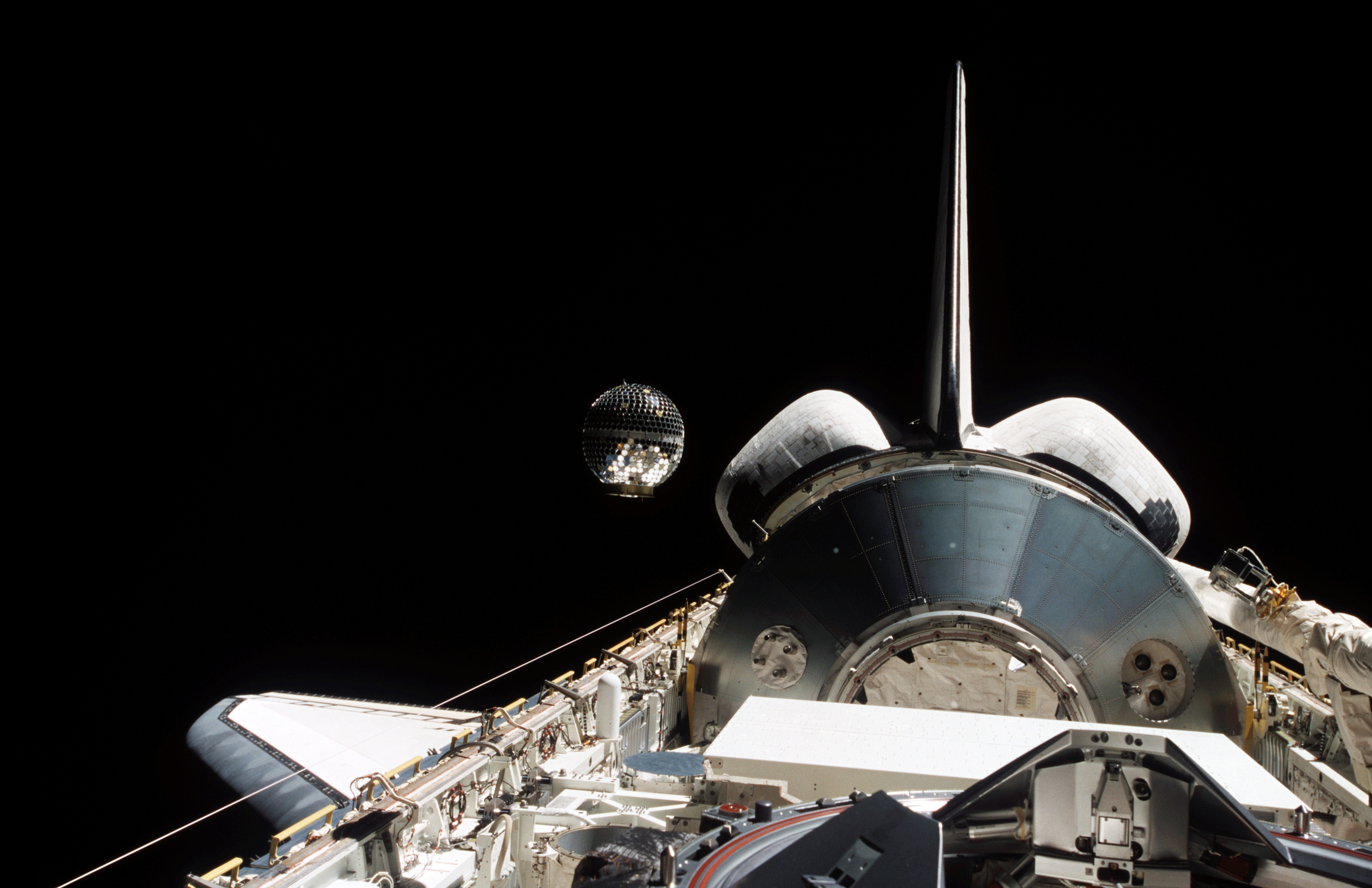
STARSHINE-2 est déployé depuis la soute d'Endeavour au cours de STS-108

Les lancements des STARSHINE ont été considérés comme des lancements d'opportunités. STARSHINE-1 a été lancé le 5 juin 1999 depuis la navette spatiale Discovery  au cours de la mission STS-96, STARSHINE-3 a été lancée le 29 septembre 2001 dans le cadre de la mission Kodiak Star d'Athena I et STARSHINE-2 a été lancée le 5 décembre 2001 depuis Endeavour au cours de la mission STS-108.

## Rentrée
STARSHINE-3 a brûlé dans la haute atmosphère le 21 janvier 2003. Il avait effectué 7434 révolutions autour de la Terre depuis son lancement.